# تشويا
تشويا هي بلدة في مقاطعة نوراتا في ولاية نواوي في أوزبكستان.